# Chickamaw Beach
Chickamaw Beach és una població dels Estats Units a l'estat de Minnesota. Segons el cens del 2000 tenia 148 habitants.

## Demografia
Segons el cens del 2000, Chickamaw Beach tenia 148 habitants, 63 habitatges, i 45 famílies. La densitat de població era de 26,1 habitants per km².
Dels 63 habitatges en un 23,8% hi vivien nens de menys de 18 anys, en un 71,4% hi vivien parelles casades, en un 1,6% dones solteres, i en un 27% no eren unitats familiars. En el 22,2% dels habitatges hi vivien persones soles l'11,1% de les quals corresponia a persones de 65 anys o més que vivien soles. El nombre mitjà de persones vivint en cada habitatge era de 2,35 i el nombre mitjà de persones que vivien en cada família era de 2,78.
Per edats la població es repartia de la següent manera: un 18,2% tenia menys de 18 anys, un 4,7% entre 18 i 24, un 14,2% entre 25 i 44, un 39,9% de 45 a 60 i un 23% 65 anys o més.
L'edat mediana era de 50 anys. Per cada 100 dones de 18 o més anys hi havia 98,4 homes.
La renda mediana per habitatge era de 28.750 $ i la renda mediana per família de 43.750 $. Els homes tenien una renda mediana de 27.250 $ mentre que les dones 16.071 $. La renda per capita de la població era de 20.223 $. Entorn del 2,6% de les famílies i el 5,4% de la població estaven per davall del llindar de pobresa.

## Poblacions més properes
El següent diagrama mostra les poblacions més properes.